# Карла Маркса (Крымский район)
Карла Маркса — хутор в Крымском районе Краснодарского края. Входит в состав Киевского сельского поселения.

## География
Севернее хутора находится Варнавинский сбросной канал. Северо-восточнее протекает река Адагум.

## Население
| 1999 | 2002 | 2010 |
| ---- | ---- | ---- |
| 60   | ↘50  | →50  |

## Инфраструктура
Развито сельское хозяйство.

## Транспорт
Просёлочные дороги. Выезд на автодорогу регионального значения 03 ОП РЗ 03А-009 г. Крымск — с. Джигинка.